# Jan Władysław Dawid

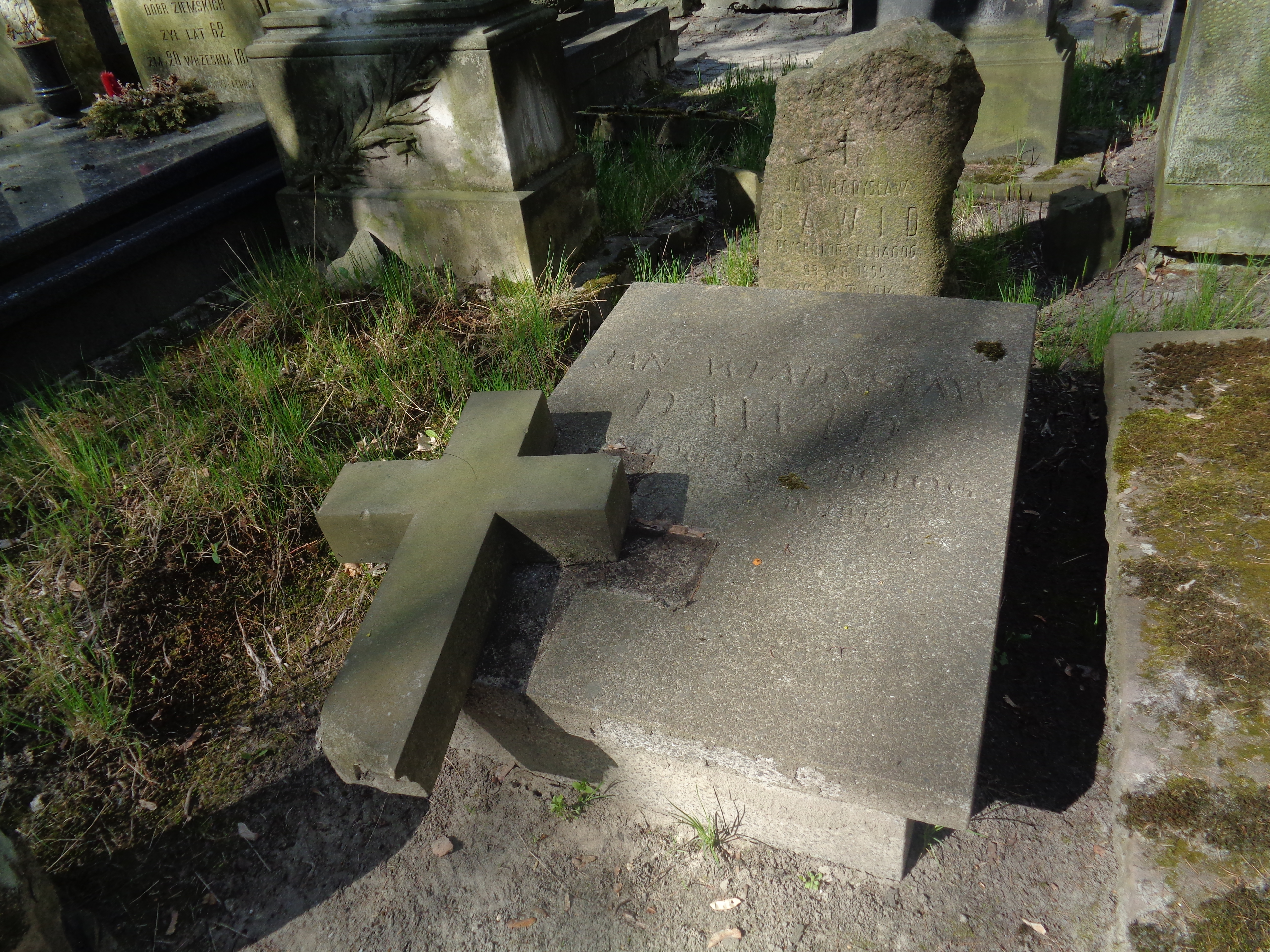
Grób Jana Władysława Dawida na cmentarzu Stare Powązki.

Jan Paweł Władysław Dawid (ur. 26 czerwca 1859 w Lublinie, zm. 9 lutego 1914 w Warszawie) – pedagog, psycholog, pionier psychologii wychowawczej i pedagogiki eksperymentalnej w Polsce.

## Życiorys
Po ukończeniu gimnazjum lubelskiego wstąpił na wydział prawny Cesarskiego Uniwersytetu Warszawskiego, który ukończył w 1882 r. Psychologię i pedagogikę studiował w Lipsku i Halle pod kierunkiem W. Wundta i H. Ebbinghausa. W 1889 r. ożenił się z działaczką oświatową Jadwigą Szczawińską.
Wykładowca na Uniwersytecie Latającym. W latach 1907–1914 wykładowca psychologii na Wydziale Humanistycznym Towarzystwa Kursów Naukowych w Warszawie. Działalność publicystyczna i naukową rozpoczął od drukowania w „Prawdzie”, „Ateneum” i „Przeglądzie Pedagogicznym”. Rozprawą O zarazie moralnej, drukowanej w „Ateneum” w 1886 r. zwrócił na siebie uwagę, poruszając z punktu widzenia pedagogiczno-społecznego zagadnienia, wymienione w tytule pracy. Był redaktorem w latach: 1889–1897 „Przeglądu Pedagogicznego”, 1900–1905 „Głosu”, 1906–1907 „Przeglądu Społecznego”. Ostatnie lata życia poświęcił całkowicie działalności naukowej. We Lwowie, Krakowie i Warszawie wygłaszał odczyty z dziedziny psychologii i filozofii.
Spoczął na cmentarzu Stare Powązki w Warszawie (kwatera 252-1-5).
Do największych jego zasług na gruncie psychologii empirycznej należy szerzenie w Polsce idei prowadzenia badań eksperymentalnych nad dziećmi, nad ich światem wyobrażeń i pojęć, ich myśleniem i inteligencją, a zarazem idei rozwijania umysłu dziecka, jego woli i umiejętności działania. Idee te upowszechniał zarówno przez prowadzenie systematycznych badań i włączanie do nich licznego grona osób współpracujących, jak i przez pisanie książek na temat tych badań i opracowywanie własnych narzędzi badawczych oraz przez tłumaczenie licznych książek z języków obcych.
Zainteresowania Dawida związane były z zagadnieniami nauczania początkowego, którego podstawy opracował w dziele Nauka o rzeczach (1892).
Przedstawiona przez niego struktura lekcji oparta jest na pięciu stopniach formalnych:
- przygotowanie apercepcji,
- przedstawienie materiału konkretnego,
- porównywanie i wielokrotne kojarzenie,
- uogólnienie (pojęcia, definicje, prawa, reguły),
- zastosowanie,

połączona jest z takimi elementami procesu psychicznego jak:
- przyjęcie podniet zewnętrznych,
- przeróbka wewnętrzna podniet,
- ruchowa reakcja.

W swojej rozprawce O duszy nauczycielstwa (1912) Jan Dawid określa cechy idealnego nauczyciela, jego „duszę”. Za najważniejszą wśród nich uważa Dawid miłość dusz ludzkich, a obok niej wymienia potrzebę doskonałości, poczucie odpowiedzialności i obowiązku, wewnętrzną prawdziwość i moralną odwagę.
W największym swoim dziele psychologicznym Inteligencja, wola i zdolność do pracy (1911) przedstawia związek pomiędzy inteligencją, wolą i zdolnością do pracy, który można by określić jako apoteozę pracy. Dawid uważał, że umieć, chcieć i móc – to trzy źródła, które zasilają życie ludzkie. „Umieć” to znaczy mieć inteligencję, „chcieć” – wolę, „móc” – zdolność do pracy.
Jan Dawid ostatnie cztery lata życia poświęcił mistyce. Zmiana poglądów nastąpiła u niego po śmierci żony w 1910 r. Napisał dwa dzieła poświęcone przede wszystkim studiom nad Jakobem Böhme. Napisał O intuicji w mistyce, filozofii i sztuce, Kraków (1913) oraz pośmiertnie wydana O rzeczywistości duchowej, Warszawa (1935). Głosił tam m.in., że byt pożąda i dąży do objawienia się w stworzeniu i naturze, jednak objawienie jest możliwe tylko przez przeciwieństwa. Przeciwieństwa nie służą jedynie „objawieniu istoty”, lecz same stanowią też życiodajny bijący puls rzeczywistości. Rzeczywistość trzeba jednak wciąż na nowo „zdobywać, utwierdzać przeciw atakom zmysłów, rozumu i egoizmu” (O intuicji w mistyce, filozofii i sztuce, s. 182).
Marek Nowak napisał rozprawę Od pozytywizmu do mistyki. Ewolucja poglądów Jana Władysława Dawida, o której opowiada następująco „Głównym celem pracy było wyjaśnienie jednego z najtrudniejszych do zinterpretowania faktów z życia warszawskiego psychologa – dlaczego ktoś uważany za pozytywistę pod koniec życia stał się mistykiem? Większość badaczy dotąd twierdziła, że w 1910 r. w wyniku samobójczej śmierci żony, Dawid dokonał zupełnie nieoczekiwanego zwrotu w stronę mistyki, w której szukał odpowiedzi na rodzące się wówczas pytania natury egzystencjalnej. Analiza licznych tekstów uzasadnia tezę, że poglądy mistyczne nie są czymś niezwykłym w przypadku takiego myśliciela, jak Jan Władysław Dawid. Do takiego wniosku skłania kilka przyczyn. Pierwszą z nich jest niejednoznaczny charakter doktryny Comte’a, można w niej dopatrywać się elementów religijnych. Następnie trzeba zwrócić uwagę na okultystyczny wymiar warszawskiego pozytywizmu. Kolejną przyczyną, która skłania do odrzucenia poglądu, że w życiu Dawida dokonał się nagły i nieoczekiwany przełom, jest analiza epoki Młodej Polski, w tamtym okresie zwrot w stronę mistyki był zjawiskiem powszechnym”.

## Dzieła
W wydaniach zbiorowych ukazały się:
- Pisma pedagogiczne (1961)
- Pisma pedagogiczne pomniejsze, Wrocław-Warszawa (1968)

Wybrane publikacje:
- Nauka o rzeczach (1892)
- Inteligencja, wola i zdolność do pracy, Warszawa (1911), (późniejsze wydania: 1926, 1927, 1966)
- O duszy nauczycielstwa, Lublin (1912), późniejsze wydania: kopia cyfrowa wydania z 1927 (2002)
- O intuicji w mistyce, filozofii i sztuce, Kraków (1913)
- O rzeczywistości duchowej, Warszawa (1935)

Przekłady:
- Paul Gibier, Spirytyzm. Studium historyczno-krytyczne i doświadczalne (1889) – z języka francuskiego

Pełne zestawienie prac J.W. Dawida znajduje się w Bibliografii filozofii polskiej 1896–1918, T. 4, z. 1.